# Zombie Panic in Wonderland
Zombie Panic in Wonderland (ゾンビ イン ワンダーランド, Zombie in Wonderland) est un jeu vidéo de type shooting gallery développé et édité par Akaoni Studio, sorti en 2010 sur WiiWare, Nintendo Switch, Nintendo 3DS, iOS et Android.

## Accueil
- Eurogamer : 6/10 (Wii)[1]
- TouchArcade : 3/5 (iOS)[2]
- Nintendo Life : 6/10 (3DS)[3]